# Солоница (приток Волги)
Солони́ца — река в Европейской части Российской Федерации, протекает по Ивановской, Костромской и Ярославской областям; правый приток Волги, впадает в Горьковское водохранилище. Длина — 138 км, площадь бассейна — 1470 км². Крупные притоки — Ёмсна, Нерехта (левые).
В месте впадения реки Нерехта в Солоницу расположен город Нерехта Костромской области, а неподалёку от устья самой Солоницы на реке находится крупный посёлок Некрасовское (бывший Большие Соли). На берегу реки стоят Бабаевский и Троице-Сыпанов монастыри.
Название реки связано с многочисленными источниками солёных минеральных вод, расположенными в долине реки (Малые Соли, Большие Соли).
Солоница берёт начало в Писцовских болотах Фурмановского района Ивановской области. В верхнем и среднем течении река течёт на северо-запад, образуя многочисленные излучины и протоки. Скорость течения — небольшая, берега безлесые, ширина реки 20—30 метров.
На нижнем участке реки в черте Ярославской области течение практически исчезает, ширина реки увеличивается до 100—150 метров, начинает сказываться подпор Волги. На протяжении последних 10 километров река судоходна.
В долине реки, особенно в низовьях, расположены многочисленные санатории и дома отдыха, использующие минеральные источники долины Солоницы в лечебных целях. Река пользуется популярностью у рыбаков.

## Притоки
(расстояние от устья)
- 25 км: река Барыня (лв)
- 49 км: река Нерехта (лв)
- 63 км: река Корба (пр)
- 70 км: река Ёмсна (Емец, Емсно) (лв)
- 85 км: река Ингорь (пр)
- 96 км: река Елховка (пр)
- 98 км: река Танога (пр)
- 108 км: река Лепша (пр)